# 8707 Arakihiroshi
A 8707 Arakihiroshi (ideiglenes jelöléssel 1994 CE2) a Naprendszer kisbolygóövében található aszteroida. Kobajasi Takao fedezte fel 1994. február 12-én.